# Henry Lowther (wicehrabia)
Henry Lowther, 3. wicehrabia Lonsdale (ur. 1694, zm. 7 marca 1751 w Byram) – brytyjski arystokrata i polityk.
Był młodszym synem Johna Lowthera, 1. wicehrabiego Lonsdale, i lady Katherine Thynne, córki sir Henry’ego Fredericka Thynne’a, 1. baroneta. Tytuł wicehrabiego odziedziczył po śmierci swojego brata Richarda w 1713 r. Podczas powstania jakobickiego w 1715 r. razem z lordem Carlisle’em próbował zebrać milicję hrabstw Cumberland i Westmorland przeciwko nadciągającym oddziałom lorda Derwentwatera. Milicja jednak zdezerterowała w obliczu sił jakobickich i Lonsdale wycofał się do zamku Appleby na czele zaledwie 20 ludzi.
19 lipca 1717 r. Lonsdale został lordem of the Bedchamber króla Jerzego I. Sprawował ten urząd przez 10 lat, mimo iż większość czasu spędzał w swoich wiejskich posiadłościach. Lonsdale zakupił wiele akcji Kompanii Mórz Południowych i po jej krachu w 1720 r. utracił ok. 30 000 funtów, co pogorszyło jego i tak złą sytuację finansową, gdyż wicehrabia był nałogowym hazardzistą. Dodatkowo w 1718 r. jego rezydencja Lowther Hall poważnie ucierpiała na skutek pożaru. W 1726 r. został członkiem Tajnej Rady i konstablem Tower of London. Z tego ostatniego stanowiska zrezygnował w 1731 r. W latach 1733–1735 był Lordem Tajnej Pieczęci.
Mianowany w 1738 r. Lordem Namiestnikiem hrabstw Cumberland i Westmorland odpowiadał za ich obronę podczas jakobickiego powstania 1745 r. Lord Lonsdale spędził jednak powstanie w Byram w hrabstwie Yorkshire, u swojej siostry Elizabeth, sprawy militarne pozostawiając biskupowi Carlisle George’owi Flemingowi.
Lord Lonsdale zmarł w 1751 i został pochowany w Lowther Hall 18 marca. Nigdy się nie ożenił i nie pozostawił potomstwa. Tytuł wicehrabiego wygasł wraz z jego śmiercią. Jego posiadłości oraz tytuł baroneta przypadł jego kuzynowi, Jamesowi.